# مکبین (میشیگان)
مکبین، میشیگان (به انگلیسی: McBain, Michigan) یک شهر در ایالات متحده آمریکا با جمعیت ۶۵۶ نفر است که در میشیگان واقع شده‌است.

## موقعیت جغرافیایی
موقعیت جغرافیایی شهرها و مناطق اطراف به شرح زیر است: